# Louis Bapès Bapès
Louis Bapès Bapès, né le 17 avril 1943 à Kelngond par Ndom dans le département de la Sanaga-Maritime et mort le 5 février 2016 à Yaoundé, est un homme politique camerounais. 

## Biographie

### Enfance, éducation et débuts
Louis Bapès Bapès nait le 17 avril 1943 à Kelngond par Ndom dans le département de la Sanaga-Maritime.

### Carrière
Ingénieur des Travaux publics de formation, il fut ministre des Enseignements secondaires.
En 1974, alors que Louis Bapès Bapès vient de terminer de hautes études en Hexagone,il est nommé juste après, directeur de la Mission d'aménagement et de gestion des zones industrielles du Cameroun (Magzi) créé par Ahmadou Ahidjo
M. Bapès Bapès au dela de son poste de directeur général de la Magzi pendant 30 ans (1974-2004). Il a également été une figure de proue du parti au pouvoir dans la région du Littoral. En 2002, il est devenu ministre de l'Enseignement technique et de la Formation professionnelle, mais n'a été remplacé à la tête de la Magzi qu'en 2004. Il a contribué à la structuration et au recrutement du personnel de cette société créée en 1971. Aujourd'hui, la Magzi est un instrument stratégique de l'État pour la politique nationale d'industrialisation, offrant aux investisseurs des espaces sécurisés pour l'implantation de leurs entreprises à des conditions avantageuses.
.

### Contentieux judiciaire
Le 31 mars 2014, Annie Noëlle Bahounoui Batende auditionne Louis Bapès Bapès, ministre des Enseignements secondaires depuis une dizaine d'années. Au terme de cette audition, elle émet un mandat de dépôt qui place le ministre en détention provisoire à la Prison centrale de Kondengui,.

### Mort (2016)

#### Circonstances
Louis Bapès Bapès meurt à Yaoundé le 5 février 2016.